# オオバギ

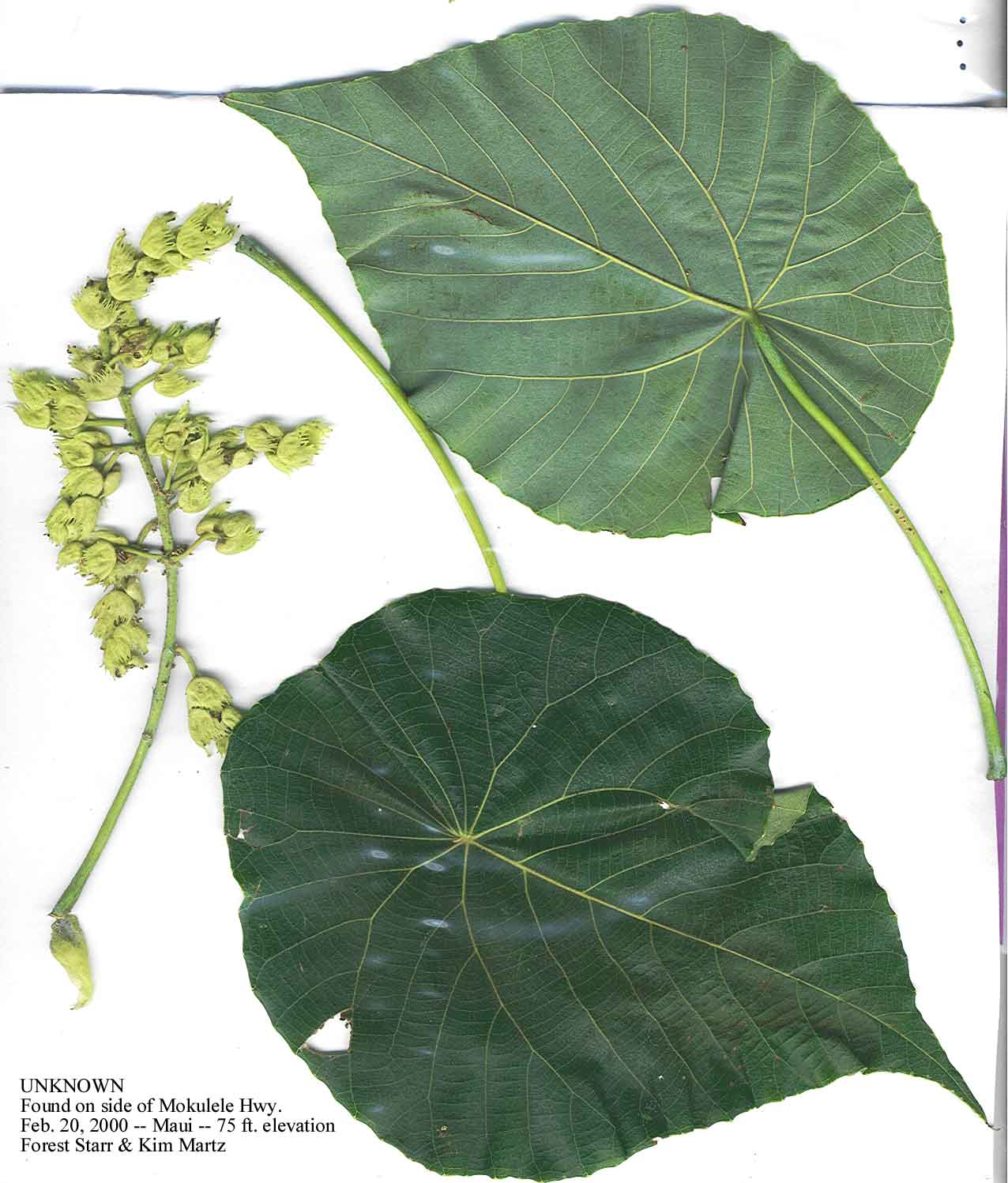
葉と花序

オオバギ（大葉木、学名: Macaranga tanarius (L.) Muell. Arg.）は、トウダイグサ科の樹木の一種である。丸い大きな葉をつける。成長が早い先駆植物の樹木として知られる。別名オオバキ。

## 概説
名前の通り大きな丸い葉を付ける。葉柄が葉の裏面中央寄りにつき、ハスの葉のようになる。成長が早く、攪乱のあった場所に急速に進入し、素早く成長する先駆植物としても知られる。沖縄では中南部が沖縄戦で荒廃したため、この種が広く覆っている。
材としても、街路樹としても利用されてきた。最近はプロポリスの起源植物であることが発見され、薬用の利用も試みられている。

## 特徴
常緑性の小高木で、高さ4-10mになる。枝は太くて、若い間は少し毛がある。葉は互生し、長さ6-15cmにもなる長い葉柄を持つ。葉身は広卵形、卵形、三角状卵形などで、長さは10-25cmになり、先端は細く突き出し、基部側は丸く、縁は滑らかか鋸歯がある。葉柄は基部側の裏側に、盾状に（ハスの葉のように）付く。葉脈は葉柄の付着点から放射状に伸びる5-7本がよく目立ち、裏面には黄色い腺点と鱗状の毛が多い。
花は3-5月に咲く。雌雄異株。花序は苞状の托葉の腋に付き、黄緑色で小型。雄花序は総状か円錐状で長さ13-130cm、雄花は球形か卵形で卵形の苞の腋に多数着き、萼裂片は四個が敷き石状になり、花弁はない。雄蘂は4-6個で葯は4室。雌花序は総状で少数花、雄花序より短い。萼裂片は2-4個、子房は2-3室、柱頭は二裂。蒴果は偏球形で長さ5-15mm、おのおの二裂する2-3個の分果からなり、表面には2-3の浅い溝があり、多数の腺点と刺状の突起を持つ。種子は球形で径5mm。

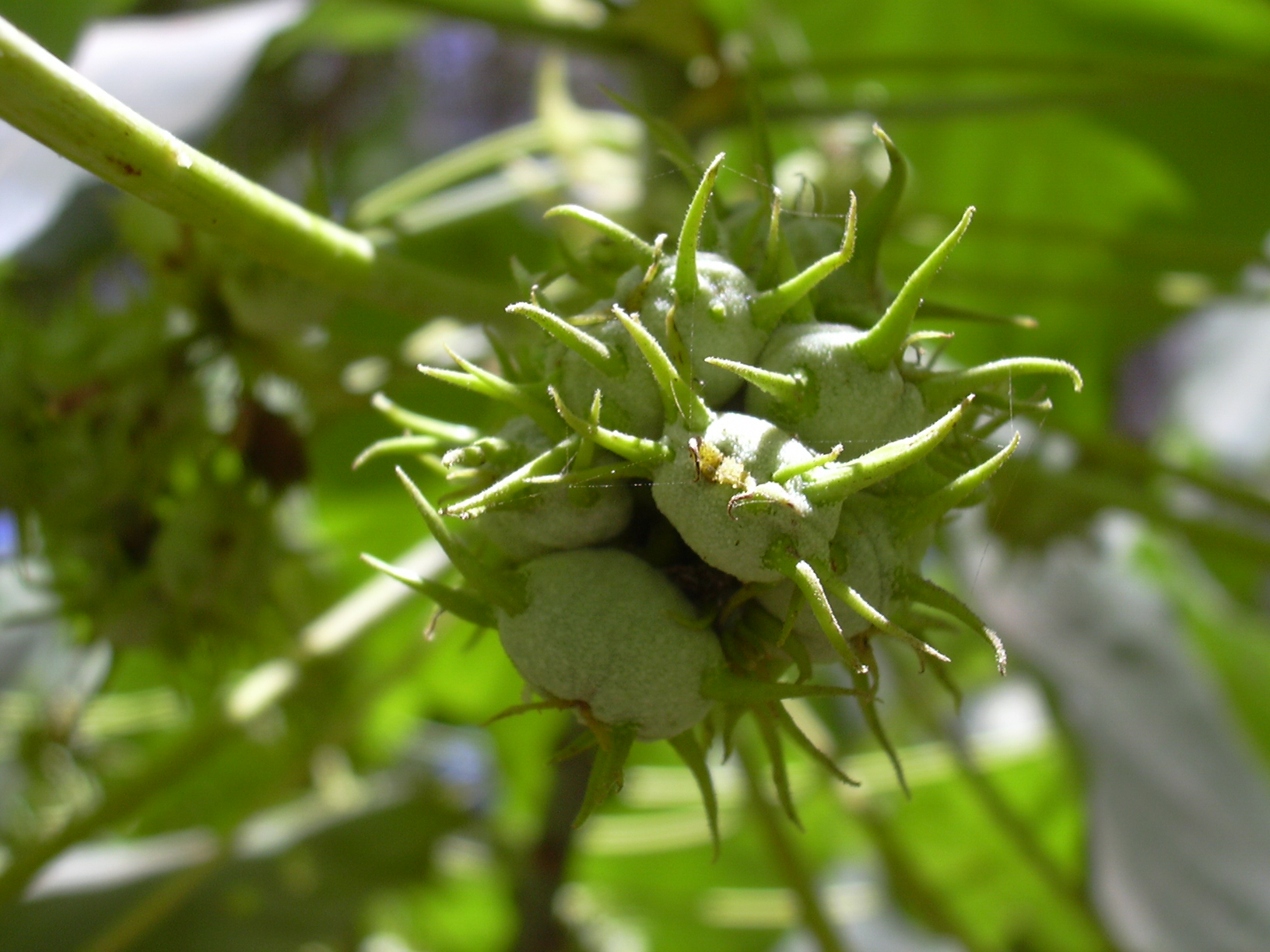
若い果実
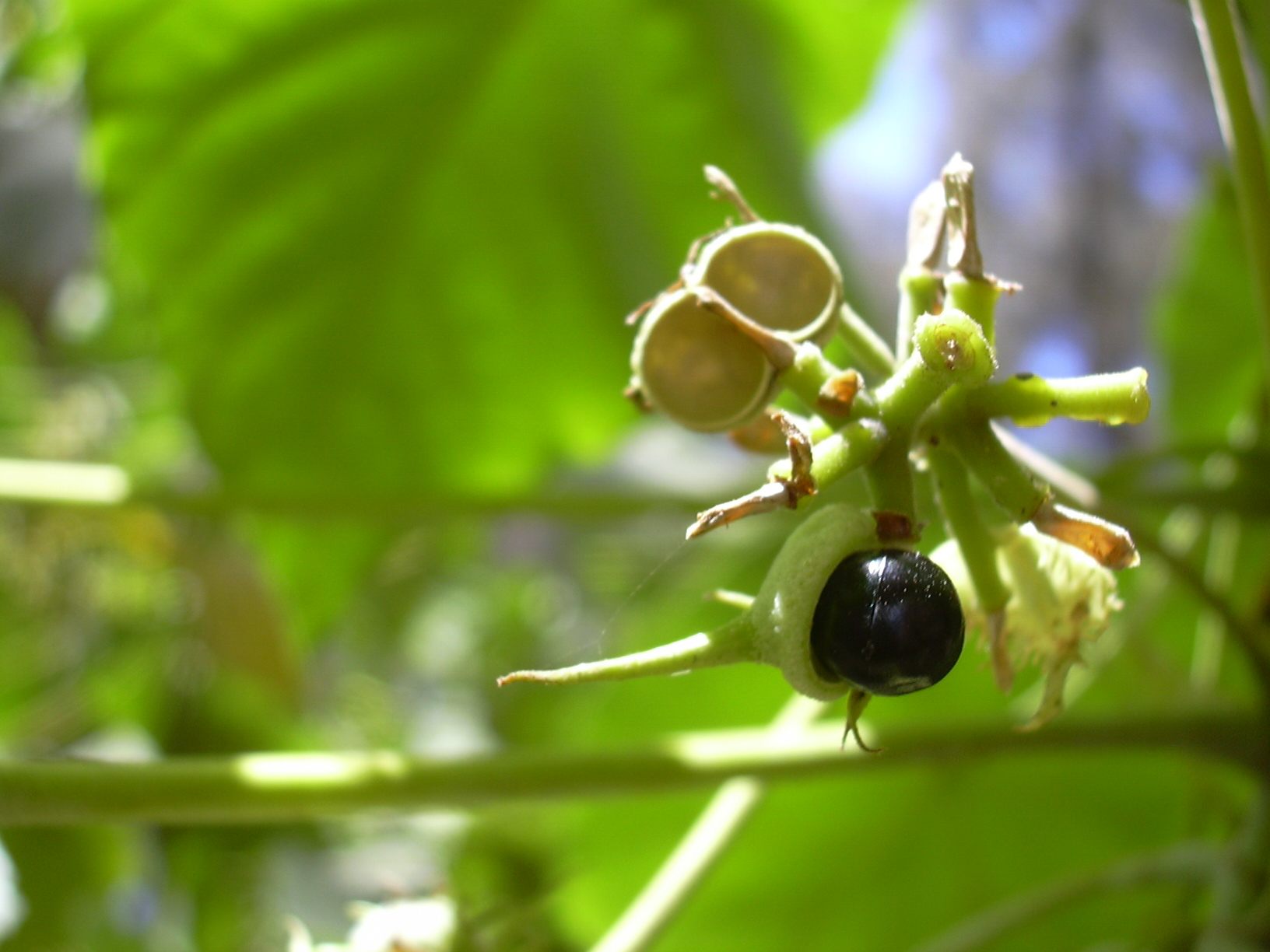
裂開した果実
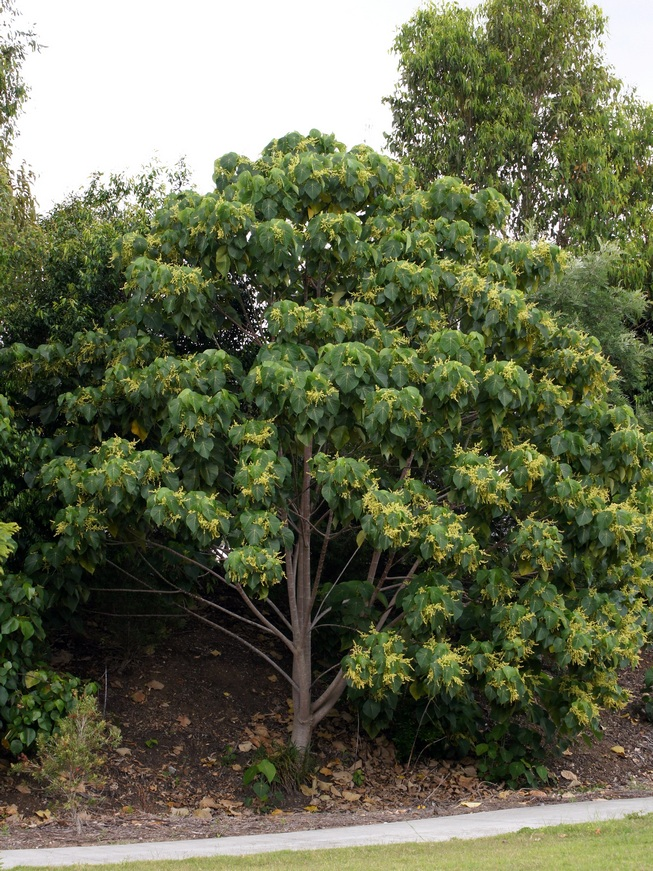
樹形
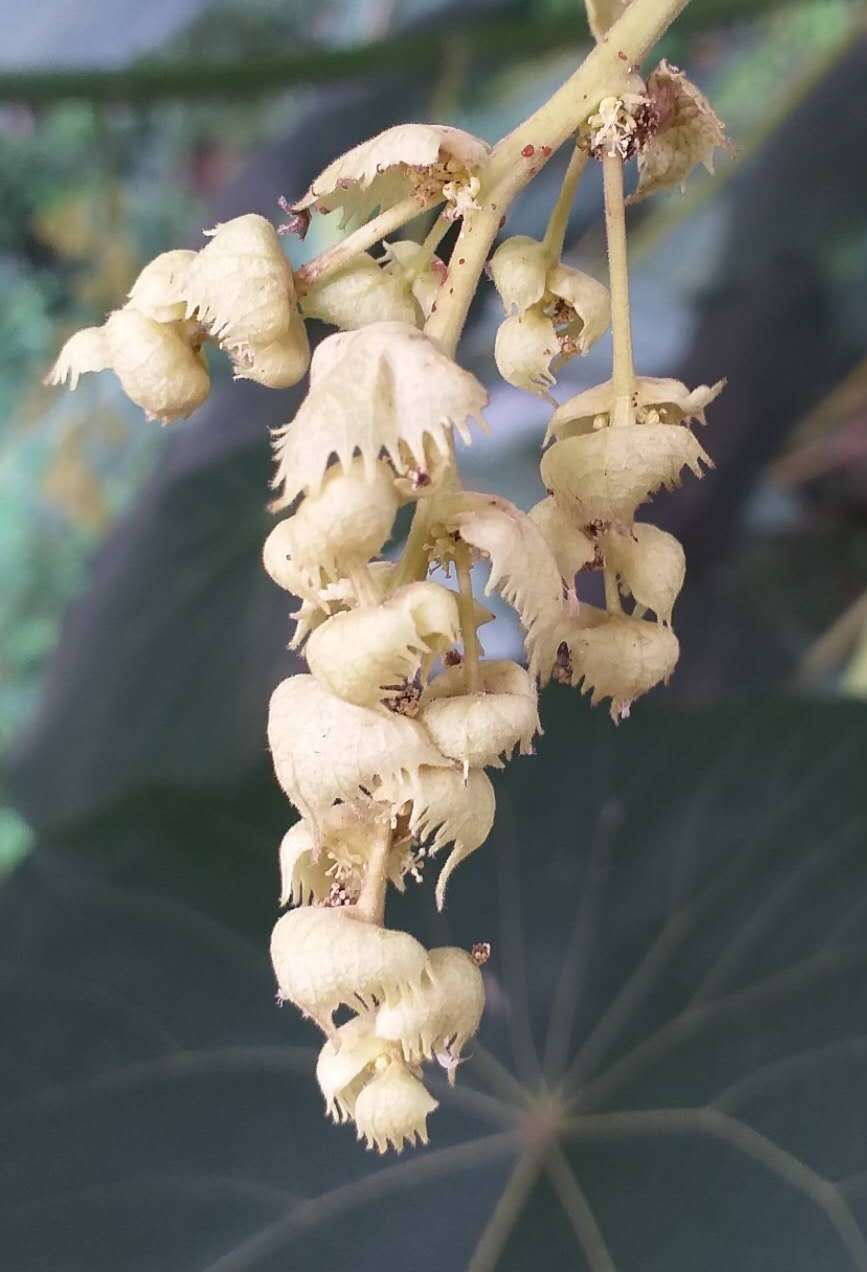
苞片

## 生態など
伐採地後などに出現し、急速に成長する先駆植物として有名なものである。特に石灰岩地域に多い。枝はよく横に張り、笠型の樹形になる。
植物社会学的には、琉球列島では二次林の重要な構成要素であるが、石灰岩地域の植生としてリュウキュウガキ-ナガミボチョウジ群団を認め、その下にオオバギ-アカギ群集を置く。例えば沖縄本島中南部は広く石灰岩地域であり、その多くの地でオオバギは優占的に生育する樹木の一つである。

### アリとの関係
この種を含むオオバギ属は、熱帯産の種に多くのアリ植物を含むことが知られる。それらでは、若い茎が中空になり、出入り口もあってこれがアリの巣になる。本種ではそのような密接なアリとの関係はないが、花外蜜腺を持ち、これによってアリなど肉食者を誘引し、それによって自身を草食者からの食害から守るものであり、このような植物はアリ共生植物 (myrmecophilic) と言われる。本種では、草食者によって葉を傷つけられると、花外蜜腺からの蜜の分泌が明らかに増加し、これは人為的に付けた傷でも再現出来る。この現象は、葉に傷を受けた場合に蜜の分泌を増すことで肉食者をより強く誘引し、それによって自身の防御を強化するという反応と考えられる。

## 分布
日本では琉球列島に広く産するが、大東島には生育していない。国外では中国大陸南部、台湾からマレーシアにかけて広く分布する。

## 分類
本属には旧熱帯を中心に約280種があるが、日本に分布するのは本種だけである。オオバギは、広義にはMacaranga tanarius とされるが、狭義にはその変種 Macaranga tanarius var. tomentosa (Blume) Müll.Arg. とされる。

## 利用
材は淡褐色で軽く柔らかい。下駄材、箱材には好適とされる。木そのものは造園樹、あるいは日陰を作る樹種として利用される。
琉球大学の図書館玄関脇には1本のオオバギがあるが、これは植栽されたものではなく、大学建設中に生えてきたものが急速に大きくなり、見栄えがよかったのでそのまま保存されたものである。

### 化学成分
ミツバチの作るプロポリスは健康食品の素材としてよく使われ、また薬理学的な効果も期待されて研究が行われている。これは様々な植物からミツバチが集めるものから作られ、そのような植物を起源植物という。これは地域によって大きく異なるが、沖縄産のプロポリスは国内、及び国外のどの地域のそれとも異なる性質があり、その起源植物を探ると、これがオオバギであった。ミツバチは本種の果実の表面にある樹脂腺（蜜隣）をその材料として採取している。オオバギを薬用として利用する試みはこの時点まではなく、伝承でも東南アジアや台湾の一部に薬用との記述があるのみだった。ここからオオバギをこの観点で利用することが試み始められた。有効成分は強い抗酸化、抗菌活性を有するプレニルフラボノイドである。